# Василенківська сільська рада
Василе́нківська сільська́ ра́да — адміністративно-територіальна одиниця та орган місцевого самоврядування в Шевченківському районі Харківської області. Адміністративний центр — село Василенкове.

## Загальні відомості
Василенківська сільська рада утворена в 1920 році.
- Територія ради: 42,84 км²
- Населення ради: 803 особи (станом на 2001 рік)
- Територією ради протікає річка Великий Бурлук.

## Населені пункти
Сільській раді були підпорядковані населені пункти:
- с. Василенкове
- с. Худоярове

## Склад ради
Рада складалася з 14 депутатів та голови.
- Голова ради: Даниленко Андрій Миколайович
- Секретар ради: Бєлоус Людмила Геннадіївна

### Керівний склад попередніх скликань
| Прізвище, ім'я, по батькові  | Основні відомості                                                         | Дата обрання | Дата звільнення |
| ---------------------------- | ------------------------------------------------------------------------- | ------------ | --------------- |
| Даниленко Андрій Миколайович | Сільський голова, 1971 року народження, освіта вища                       | 26.03.2006   | 31.10.2010      |
| Даниленко Андрій Миколайович | Сільський голова, 1971 року народження, освіта вища, член Партії регіонів | 31.10.2010   |                 |

Примітка: таблиця складена за даними сайту Верховної Ради України

### Депутати
За результатами місцевих виборів 2010 року депутатами ради стали:

#### За суб'єктами висування
| Суб'єкт висування                                       | Кількість обраних депутатів | %    |
| ------------------------------------------------------- | --------------------------- | ---- |
| Партія регіонів                                         | 8                           | 57,1 |
| Політична партія «Наша Україна»                         | 4                           | 28,6 |
| Політична партія Всеукраїнське об'єднання «Батьківщина» | 1                           | 7,1  |
| Самовисування                                           | 1                           | 7,1  |

#### За округами
| № округу                                                | Прізвище, ім'я, по батькові   | Дата визнання обраним | Освіта             | Партійна приналежність                        | Відомості про обраного депутата                                    |
| ------------------------------------------------------- | ----------------------------- | --------------------- | ------------------ | --------------------------------------------- | ------------------------------------------------------------------ |
| Партія регіонів                                         |                               |                       |                    |                                               |                                                                    |
| 3                                                       | Раннєва Людмила Володимирівна | 03.11.2010            | середня            | позапартійна                                  | Василенківська загальноосвітня школа І-ІІ ст., технічний працівник |
| 4                                                       | Бурма Володимир Миколайович   | 03.11.2010            | середня            | позапартійний                                 | МПП Агротехсервіс, водій                                           |
| 5                                                       | Сухомлін Микола Миколайович   | 03.11.2010            | середня            | позапартійний                                 | МПП Агротехсервіс, водій                                           |
| 6                                                       | Гриценко Роман Васильович     | 03.11.2010            | вища               | позапартійний                                 | тимчасово не працює                                                |
| 8                                                       | Тарасюк Сергій Павлович       | 03.11.2010            | вища               | позапартійний                                 | МПП Агротехсервіс, ветеренарний фельшер                            |
| 9                                                       | Штих Олександр Григорович     | 03.11.2010            | середня            | позапартійний                                 | МПП Агротехсервіс, водій                                           |
| 11                                                      | Марчук Олександр Васильович   | 03.11.2010            | вища               | позапартійний                                 | МПП Агротехсервіс, завідувач складу                                |
| 14                                                      | Колій Олександр Сергійович    | 03.11.2010            | середня спеціальна | позапартійний                                 | тимчасово не працює                                                |
| Політична партія Всеукраїнське об'єднання «Батьківщина» |                               |                       |                    |                                               |                                                                    |
| 2                                                       | Гудзик Валентина Михайлівна   | 03.11.2010            | середня            | член Всеукраїнського об'єднання «Батьківщина» | тимчасово не працює                                                |
| Політична партія «Наша Україна»                         |                               |                       |                    |                                               |                                                                    |
| 1                                                       | Криворучко Ніна Олександрівна | 03.11.2010            | вища               | член Політичної партії «Наша Україна»         | МПП Агротехсервіс, бухгалтер                                       |
| 7                                                       | Гужва Світлана Миколаївна     | 03.11.2010            | вища               | член Політичної партії «Наша Україна»         | ДДНЗ «Сонечко», вихователь                                         |
| 12                                                      | Земляна Людмила Іванівна      | 03.11.2010            | середня            | член Політичної партії «Наша Україна»         | МПП Агротехсервіс, обліковець тракторної бригади                   |
| 13                                                      | Магуран Антоніна Іванівна     | 03.11.2010            | середня            | член Політичної партії «Наша Україна»         | МПП Агротехсервіс, завідувачка складом                             |
| Самовисування                                           |                               |                       |                    |                                               |                                                                    |
| 10                                                      | Бєлоус Людмила Геннадіївна    | 03.11.2010            | вища               | позапартійна                                  | Василенківська сільська рада, секретар                             |